# Sherwood Boehlert
Sherwood Louis Boehlert, né le 28 septembre 1936 à Utica (New York) et mort le 20 septembre 2021, est un homme politique américain membre du Parti républicain. De 1983 à 2007, il est élu pour l'État de New York à la Chambre des représentants des États-Unis, où il est l'une des figures des républicains modérés.

## Biographie

### Études et débuts en politique
Sherwood Boehlert est originaire d'Utica dans l'Upstate New York. Il sert dans l'armée de terre américaine de 1956 à 1958 puis étudie à l'Utica College (en), dont il sort diplômé d'un bachelor of arts en 1961.
Après avoir travaillé comme assistant parlementaire d'Alexander Pirnie (en) de 1964 à 1979, Boehlert est élu county executive du comté d'Oneida, en 1979, en rassemblant 54,6 % des suffrages. Il occupe le poste jusqu'en 1982, année de son élection à la Chambre des représentants des États-Unis.

### Représentant des États-Unis
En 1972, Boehlert se présente pour la première fois au Congrès des États-Unis, dans le 31e district de l'État de New York. Il ne rassemble que 16,4 % durant la primaire républicaine. Il est à nouveau candidat en 1982 dans le 25e district. Il remporte cette fois-ci la primaire avec 56,4 % des voix et est élu représentant des États-Unis avec le soutien de 55,8 % des électeurs. De 1984 à 2004, Boehlert est toujours facilement réélu avec des scores compris entre 56 % et 84 % des voix (il est même réélu sans opposition en 1988).
À la Chambre des représentants, il est membre de la commission des Sciences ainsi que de la commission du transport et des infrastructures, poste qui lui permet d'obtenir d'importants fonds pour les routes de son district. Il préside la sous-commission sur les ressources en eau et l'environnement de 1995 à 2000. À partir de 2001, il prend la présidence la commission des sciences,. À ce poste, il est considéré comme un défenseur des scientifiques.
En mars 2006, il annonce qu'il ne sera pas candidat à sa réélection lors des élections de 2006. Il explique notamment sa décision par la fin de sa présidence de la commission des sciences et ses 24 années passées au Congrès,.

## Positions politiques
À partir des années 1990 jusqu'à son retrait, Boehlert est considéré comme l'un des dirigeants de l'aile modérée du Parti républicain à la Chambre des représentants. Il prend pleinement ce rôle après l'élection du conservateur Newt Gingrich à la tête des républicains de la Chambre. Sous la présidence de Bill Clinton, il est ainsi l'un des élus républicains votant le plus souvent avec le président.
Il est parfois qualifié de Republican in name only (RINO) par l'aile conservatrice du parti. Ces positions lui valent à plusieurs reprises des candidatures de républicains conservateurs lors de primaires,. En 2000, 2002 et 2004, il remporte ainsi ses primaires avec moins de 60 % des voix avant d'être largement réélu par l'ensemble des électeurs.
Boehlert est souvent qualifié de libéral sur les questions de société, face à un Parti républicain conservateur. Il est par exemple l'un des rares à recevoir un score de 100 % de NARAL Pro-Choice America, une association pro-choix. Il s'oppose également à son parti sur les questions environnementales, en soutenant le Endangered Species Act ou en s'opposant aux forages dans le refuge faunique national Arctic. Dans les années 1900, il est par ailleurs proche des syndicats, étant l'un des rares républicains soutenus par l'AFL-CIO. Il vote toutefois en faveur de l'ALENA en 1992, un traité décrié par de nombreux syndicats.